# Озбек, Мухаммед Фуркан
Мухаммед Фуркан Озбек (тур. Muhammed Furkan Özbek; род. 24 января 2001, Йозгат) — турецкий тяжелоатлет, выступающий в весовой категории до 67 килограммов. Двукратный чемпион Европы, бронзовый призёр чемпионата мира 2023 года, участник Олимпийских игр.

## Биография
Мухаммед Фуркан Озбек родился 24 января 2001 года в Йозгате.

## Карьера
Выступает за клуб ASKİ.
В 2016 году Мухаммед Фуркан Озбек стал седьмым в весовой категории до 69 килограммов на молодёжном чемпионате мира, подняв в сумме 279 килограммов.
В 2017 году Озбек стал четвёртым на молодёжном чемпионате Европы с результатом 290 килограммов (128 + 162), а на юниорском континентальном первенстве завоевал бронзу, улучшив результат в рывке на 7 килограммов.
На чемпионате мира среди юниоров 2018 года стал бронзовым призёром с личным рекордом 306 килограммов (138 + 168), а затем выиграл золотые медали на молодёжном чемпионате Европы и юношеских Олимпийских играх в Буэнос-Айресе с результатами 299 и 305 кг, соответственно.
На Кубке Фахра 2019 года перешёл в весовую категорию до 73 кг, стал вторым с новым личным рекордом 309 килограммов, а на чемпионате Европы в Батуми улучшил его до 325 кг (145 + 180), но стал там лишь пятым. На чемпионате мира среди юниоров перешёл в весовую категорию до 67 кг и занял второе место с результатом 307 кг. На взрослом чемпионате мира в Паттайе поднял на два килограмма больше, став 14-м.
На юниорском чемпионате Европы 2019 в Бухаресте стал чемпионом с новым личным рекордом 329 кг (148 + 181). Также выступил на международном Кубке Катара, где стал седьмым с результатом 309 кг.
На чемпионате Европы в Москве стал чемпионом, подняв в сумме двух упражнений 323 кг (145 + 178). В том же году завоевал золото на юниорском чемпионате мира с результатом 317 кг и получил право представлять Турцию на Олимпийских играх 2020 года в Токио. Также Озбек выиграл чемпионат мира среди юниоров в Ташкенте.
На Олимпиаде не сумел взять ни одной попытки в толчке и остался без результата.
На чемпионате Европы 2022 года, который состоялся в Тиране, в весовой категории до 73 килограммов завоевал чемпионский титул с результатом по сумме двух упражнений 339 килограммов, став двукратным чемпионом континента. 
В Саудовской Аравии, где состоялся Чемпионат мира по тяжёлой атлетике 2023 года, турецкий спортсмен в категории до 73 кг завоевал бронзовую медаль чемпионата мира с результатом 334 кг по сумме двух упражнений. Малая бронзовая медаль в толчке с результатом 187 кг также досталась ему.
В феврале 2024 года на чемпионате Европы в Софии Озбек завоевал серебряную медаль по сумме двух упражнений с результатом 336 кг. В упражнении толчок он также стал вторым (186 кг). 
На чемпионате Европы 2025 года в Кишинёве завоевал малую серебряную медаль в упражнении "толчок" в весовой категории до 73 кг с результатом 192 кг. В упражнении "рывок" все его подходы были безрезультатными.